# 唐娜弗兰西斯卡
唐娜弗兰西斯卡是巴西南大河州的一个市镇。总面积114.346平方公里，总人口3572人，人口密度31.2人/平方公里。